# Cosmos: Odissea nello spazio
Cosmos: Odissea nello spazio (Cosmos: A Spacetime Odyssey) è un documentario televisivo statunitense di divulgazione scientifica sull'astronomia. Si tratta del seguito di Cosmo (Cosmos: A Personal Voyage), originariamente presentato dall'astronomo Carl Sagan nel 1980. Il presentatore della nuova serie è invece Neil deGrasse Tyson, famoso astrofisico americano e suo ex studente. I produttori esecutivi sono Seth MacFarlane, Brannon Braga e Ann Druyan, vedova di Carl Sagan.
I primi 13 episodi della serie sono stati mandati in onda negli Stati Uniti a partire dal 9 marzo 2014 su National Geographic e, in simulcast, su Fox nella notte. In Italia, la serie è andata in onda dal 16 marzo 2014 su National Geographic.
Una seconda stagione di 13 episodi, intitolata in inglese Cosmos: Possible Worlds, ha debuttato il 9 marzo 2020 negli Stati Uniti e in Italia: il presentatore è di nuovo Neil deGrasse Tyson.

## Sviluppo

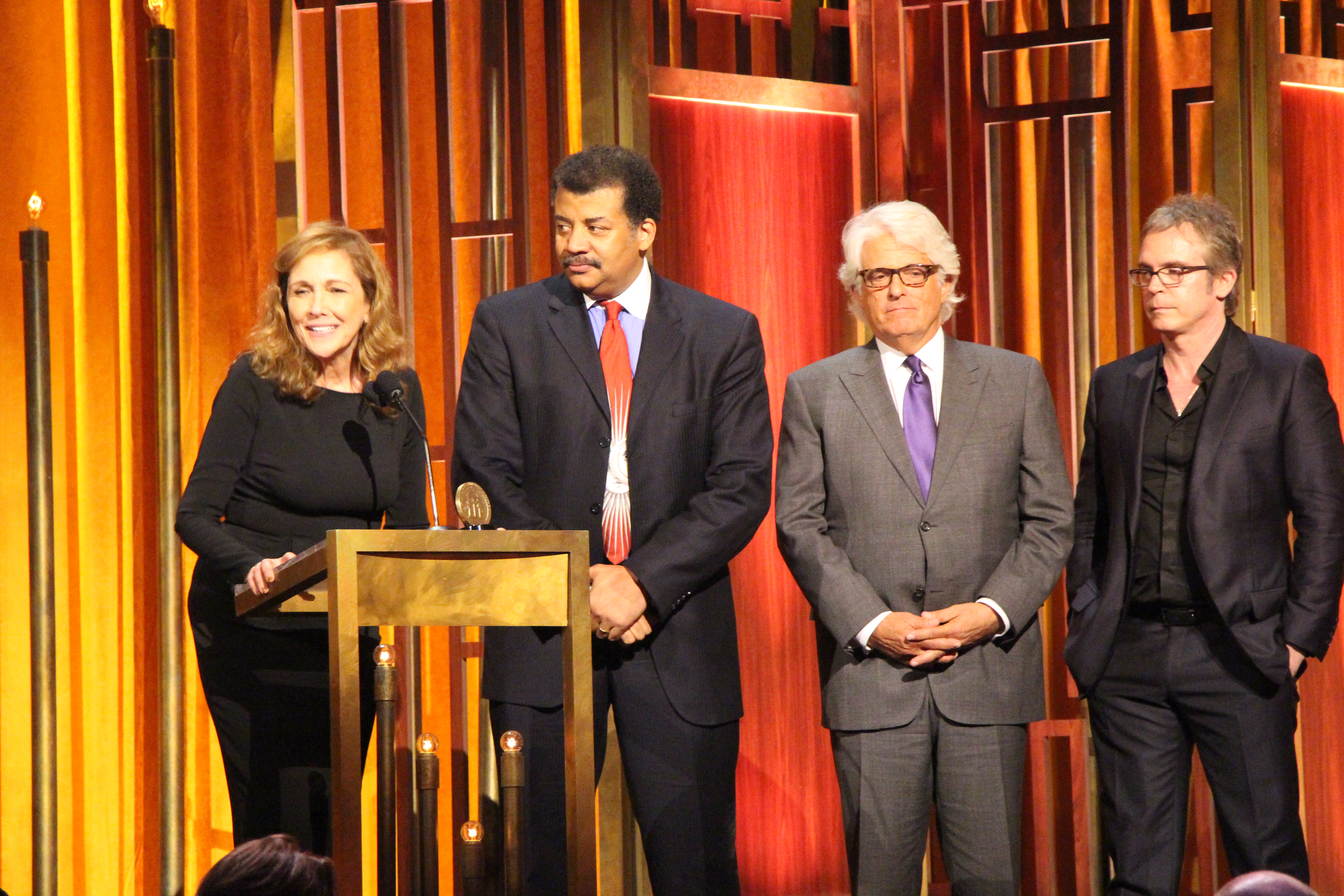
Da sinistra a destra: Ann Druyan (autrice, produttrice esecutiva, regista), Neil deGrasse Tyson (conduttore), Mitchell Cannold (produttore esecutivo) e Brannon Braga (produttore esecutivo, regista).

La serie originale in 13 parti Cosmo andò in onda per la prima volta nel 1980 sulla Public Broadcasting System e fu presentata da Carl Sagan. Lo show è considerato di importanza fondamentale fin dalla sua prima trasmissione; Dave Itzkoff del The New York Times l'ha descritta come "uno spartiacque per la storia della programmazione televisiva a tema scientifico." Il programma è stato complessivamente visto almeno da 400 milioni di persone in 60 paesi.
In seguito alla morte di Sagan nel 1996, la sua vedova Ann Druyan, co-creatrice dell'originale Cosmo, insieme a Steven Soter e all'astrofisico Neil deGrasse Tyson, pensò di creare una nuova versione della serie, con lo scopo di indirizzarsi a un pubblico il più ampio possibile, non soltanto a quello già interessato alle scienze. Per anni i tre ideatori hanno lottato con le reti televisive che non riuscivano a vedere un ampio interesse nella serie.
Seth MacFarlane incontrò originariamente la Druyan tramite Tyson nel 2008 all'evento di avvio della Science & Entertainment Exchange, un ufficio di Los Angeles della National Academy of Sciences progettato per mettere in contatto gli scrittori e i registi di Hollywood con scienziati. Un anno dopo, durante un pranzo nel 2009 a New York con Tyson, MacFarlane venne a sapere del loro interesse di ricreare Cosmo. MacFarlane da bambino fu impressionato da Cosmo, maturando la convinzione che il programma servisse "[per chiudere] la distanza che separa la comunità accademica dal grande pubblico." In quell'occasione, MacFarlane disse a Tyson, "I'm at a point in my career where I have some disposable income ... and I'd like to spend it on something worthwhile." MacFarlane considerava la riduzione nell'impegno nei viaggi spaziali negli ultimi decenni come parte della "nostra cultura del letargo". MacFarlane, che ha molte serie TV in onda su Fox, fu in grado di organizzare un incontro fra la Druyan e i capi della programmazione della Fox Peter Rice and Kevin Reilly e aiutò ad assicurare il via libera alla produzione del programma. MacFarlane ammette di essere "the least essential person in this equation" e che questo impegno è un allontanamento dal lavoro fatto prima, ma considera il programma essere "very comfortable territory for [himself] personally." Lui e la Druyan sono diventati grandi amici e lei ha dichiarato di credere che Sagan e MacFarlane sarebbero stati "spiriti gemelli" con i rispettivi "protean talents." Nel giugno del 2012, MacFarlane rese disponibili i fondi per permettere di donare alla Library of Congress circa 800 scatole di appunti personali e corrispondenza di Sagan.
In una intervista a Point of Inquiry, Tyson ha discusso l'obiettivo di catturare lo "spirito dell'originale Cosmos" descritto come in grado di "sollevare tematiche che chiamano le persone all'azione." Druyan ha descritto i temi del senso di meraviglia e dello scetticismo che permeano i copioni in una intervista con Skepticality: "Per essere mostrato nel nostro programma, deve riuscire a toccarti. Deve sempre essere rigorosamente buona scienza -- nessun compromesso su questo. Detto questo, deve avere in parti uguali scetticismo e meraviglia." In una intervista a Big Picture Science, Tyson attribuisce al successo della serie originale il proliferare della programmazione scientifica, “il compito della prossima generazione di Cosmos è un poco differente perché non devo insegnarvi la scienza dei libri di testo. C'è parecchia scienza da libro di scuola nel Cosmos originale, ma non è quello che si ricorda di più. Quello che la maggior parte delle persone ricorda è lo sforzo di presentare la scienza in un modo che avesse senso per loro, che potesse influenzare la loro condotta come cittadini della nazione e del mondo -- del mondo in special modo.” Tyson dichiara che la nuova serie conterrà sia materiale nuovo che aggiornamenti sugli argomenti della serie originale, ma, primariamente, soddisferà “le necessità della popolazione di oggi.” “Vogliamo fare un programma che non sia semplicemente il sequel del primo, ma che metta in mostra problemi dei tempi in cui lo stiamo facendo, così che sia rilevante per quello che è il pubblico emergente del XXI secolo.” Tyson considera che i recenti successi di show incentrati sulla scienza come The Big Bang Theory e CSI: Crime Scene Investigation e di film come Gravity dimostrino che "la scienza è diventata mainstream" e quindi si aspetta che Cosmos "atterri su un terreno ampiamente fertile."
Tyson riconosce la relazione di odio e amore degli spettatori con la Spaceship of the Imagination della serie originale, ma conferma che si stanno sviluppando dei "veicoli per raccontare." Tyson ha affermato che saranno presenti elementi peculiari della serie originale come la Spaceship of the Imagination e il Cosmic Calendar, questa volta con effetti speciali migliorati e con elementi addizionali rispetto agli originali. Le animazioni per queste sequenza sono state create da un team specificamente scelto da MacFarlane per questa serie.

## Trasmissione
Nell'agosto del 2011, il programma venne ufficializzato per la trasmissione in prima serata e programmato per la primavera del 2014. Lo show è una coproduzione degli Cosmos Studios, della Fuzzy Door Productions, e di National Geographic; Druyan, MacFarlane, Mitchell Cannold, e il regista Brannon Braga saranno Produttori Esecutivi. Reilly della Fox considerò il programma in pericolo e al di fuori della programmazione tipica della rete, ma ha dichiarato "we believe this can have the same massive cultural impact that the original series delivered" e ha impegnato le risorse del network al programma. Lo show va in onda in prima TV su Fox e National Geographic, in simulcast. In Italia è trasmesso da National Geographic.
MacFarlane ha dichiarato che la colonna sonora è stata composta da Alan Silvestri.
La seconda stagione è stata trasmessa dal 9 marzo al 20 aprile 2020 su National Geographic, mentre andrà in onda più tardi nel 2020 su Fox.

## Puntate

### Prima stagione:Odissea nello spazio
| n° | Titolo originale                     | Titolo italiano              | Prima TV USA   | Prima TV Italia | Regia         | Autori                    |
| -- | ------------------------------------ | ---------------------------- | -------------- | --------------- | ------------- | ------------------------- |
| 1  | Standing Up in the Milky Way         | L'inizio del viaggio         | 9 marzo 2014   | 16 marzo 2014   | Brannon Braga | Ann Druyan e Steven Soter |
| 2  | Some of the Things That Molecules Do | Sopravvissuti all'Apocalisse | 16 marzo 2014  | 23 marzo 2014   | Bill Pope     | Ann Druyan e Steven Soter |
| 3  | When Knowledge Conquered Fear        | Il potere della scienza      | 23 marzo 2014  | 30 marzo 2014   | Brannon Braga | Ann Druyan e Steven Soter |
| 4  | A Sky Full of Ghosts                 | La percezione dell'Universo  | 30 marzo 2014  | 6 aprile 2014   | Brannon Braga | Ann Druyan e Steven Soter |
| 5  | Hiding in the Light                  | Scoperte illuminanti         | 6 aprile 2014  | 13 aprile 2014  | Bill Pope     | Ann Druyan e Steven Soter |
| 6  | Deeper, Deeper, Deeper Still         | Dove tutto si crea           | 13 aprile 2014 | 20 aprile 2014  | Bill Pope     | Ann Druyan e Steven Soter |
| 7  | The Clean Room                       | L'origine degli elementi     | 20 aprile 2014 | 27 aprile 2014  | Brannon Braga | Ann Druyan e Steven Soter |
| 8  | Sisters of the Sun                   | L'importanza delle Pleiadi   | 27 aprile 2014 | 4 maggio 2014   | Brannon Braga | Ann Druyan e Steven Soter |
| 9  | The Lost Worlds of Planet Earth      | Biografia della Terra        | 4 maggio 2014  | 11 maggio 2014  | Brannon Braga | Ann Druyan e Steven Soter |
| 10 | The Electric Boy                     | Il ragazzo elettronico       | 11 maggio 2014 | 18 maggio 2014  | Bill Pope     | Ann Druyan e Steven Soter |
| 11 | The Immortals                        | Parole immortali             | 18 maggio 2014 | 25 maggio 2014  | Brannon Braga | Ann Druyan e Steven Soter |
| 12 | The World Set Free                   | Energie alternative          | 1º giugno 2014 | 1º giugno 2014  | Brannon Braga | Ann Druyan e Steven Soter |
| 13 | Unafraid of the Dark                 | La fine del viaggio          | 8 giugno 2014  | 8 giugno 2014   | Ann Druyan    | Ann Druyan e Steven Soter |

### Seconda stagione:Mondi possibili
| n° | Titolo originale                         | Titolo italiano                     | Prima TV USA   | Prima TV Italia       | Regia         | Autori                                                                                       |
| -- | ---------------------------------------- | ----------------------------------- | -------------- | --------------------- | ------------- | -------------------------------------------------------------------------------------------- |
| 1  | Ladder to the Stars                      | Verso le stelle                     | 9 marzo 2020   | 9 marzo 2020          | Brannon Braga | Ann Druyan                                                                                   |
| 2  | The Fleeting Grace of the Habitable Zone | Alla scoperta di nuovi mondi        | 9 marzo 2020   | 16 marzo 2020         | Ann Druyan    | Ann Druyan e Brannon Braga                                                                   |
| 3  | Lost City of Life                        | Le origini della vita               | 16 marzo 2020  | 23 marzo 2020         | Brannon Braga | Ann Druyan e Brannon Braga                                                                   |
| 4  | Vavilov                                  | Il viaggio di Vavilov               | 16 marzo 2020  | 30 marzo 2020         | Ann Druyan    | Ann Druyan e Brannon Braga                                                                   |
| 5  | The Cosmic Connectome                    | Visioni galattiche                  | 23 marzo 2020  | 6 aprile 2020 (v.o.)  | Ann Druyan    | Ann Druyan e Brannon Braga                                                                   |
| 6  | The Man of a Trillion Worlds             | Sogni d'infanzia                    | 23 marzo 2020  | 13 aprile 2020 (v.o.) | Ann Druyan    | Ann Druyan, Brannon Braga e André Bormanis                                                   |
| 7  | The Search for Intelligent Life on Earth | Alla ricerca di vita                | 30 marzo 2020  | 20 aprile 2020 (v.o.) | Brannon Braga | Ann Druyan e Brannon Braga                                                                   |
| 8  | The Sacrifice of Cassini                 | Il sacrificio di Cassini            | 30 marzo 2020  | 27 aprile 2020 (v.o.) | Ann Druyan    | Ann Druyan e Brannon Braga                                                                   |
| 9  | Magic Without Lies                       | La natura della realtà              | 5 aprile 2020  | 4 maggio 2020 (v.o.)  | Brannon Braga | Ann Druyan e Brannon Braga                                                                   |
| 10 | A Tale of Two Atoms                      | Il racconto di due atomi            | 5 aprile 2020  | 11 maggio 2020 (v.o.) | Brannon Braga | Carl Sagan, Ann Druyan e Steven Soter (soggetto); Ann Druyan e Brannon Braga (sceneggiatura) |
| 11 | Shadows of Forgotten Ancestors           | L'ombra del passato                 | 12 aprile 2020 | 18 maggio 2020 (v.o.) | Brannon Braga | Carl Sagan e Ann Druyan (soggetto); Ann Druyan e Brannon Braga (sceneggiatura)               |
| 12 | Coming of Age in the Anthropocene        | Un nuovo futuro                     | 12 aprile 2020 | 25 maggio 2020 (v.o.) | Ann Druyan    | Ann Druyan e Brannon Braga                                                                   |
| 13 | Seven Wonders of the New World           | Le sette meraviglie del nuovo mondo | 19 aprile 2020 | 1º giugno 2020 (v.o.) | Brannon Braga | Ann Druyan                                                                                   |